# Dub křovitý
Dub křovitý (Quercus prinoides) je keřovitý druh dubu vyskytující se ve východních oblastech USA. Má jedlé žaludy.

## Charakteristika
Dub křovitý je opadavý keř dorůstající výšky 1 až 3 metry. Nezřídka se rozrůstá pomocí kořenových výběžků. Borka je šedá, tenká, plátkovitě odlupčivá. Letorosty jsou hnědavé, hranaté, 1,5 až 3 mm tlusté, zprvu roztroušeně jemně chlupaté, později olysávající. Pupeny jsou hnědé nebo červenohnědé, téměř kulovité až široce vejcovité, velmi řídce chlupaté, na vrcholu zaoblené, jen 1 až 3 mm dlouhé. Listy jsou kožovité, obvejčité, kopinaté až obkopinaté, na bázi uťaté až klínovité, na vrcholu špičaté nebo zašpičatělé, na okraji pravidelně zvlněné, zubaté až mělce laločnaté. Zuby bývají špičaté, řidčeji jsou zaoblené. Žilnatina je tvořena 5 až 9 páry postranních žilek. Listy jsou na líci leskle tmavě zelené a lysé, na rubu světle zelené nebo nasivělé, s roztroušenými až nahloučenými drobnými hvězdovitými chlupy. Řapíky bývají 8 až 15 mm dlouhé. Na podzim se listy barví do žlutých odstínů. Žaludy jsou jednotlivé, přisedlé nebo krátce stopkaté, světle hnědé, podlouhlé až vejcovité, 15 až 20 mm dlouhé a 10 až 13 mm široké, do 1/4 až 1/3 kryté hluboce až mělce kalíškovitou, stejnoměrně šedě chlupatou číškou.

## Rozšíření
Dub křovitý je rozšířen ve východních oblastech USA. Roste v borovicových lesích, křovinách, na okrajích lesů, prériích a exponovaných svazích v nadmořských výškách do 500 metrů. Vyhledává kyselé písčité půdy na suchých stanovištích. Nesnáší vápenaté půdy.

## Rozlišovací znaky
Dub křovitý může být snadno zaměněn s keřovitými formami dubu Muehlenbergova (Quercus muehlenbergii). Tyto druhy mají překrývající se areály, velmi zřídka však rostou pospolu, neboť dub křovitý preferuje kyselé písčité půdy, zatímco dub Muehlenbergův roste na vápenatých půdách. Mimo to je dub křovitý plodný v nízkém věku (již ve 3 až 5 letech jako sotva půl metru vysoký keř) a často se klonálně rozrůstá, zatímco dub Muehlenbergův začíná plodit až při výšce kolem 3 metrů a netvoří klony.

## Význam
Žaludy dubu křovitého jsou jedlé. Do Evropy byl zaveden v roce 1823. O jeho pěstování v Česku není v dostupných zdrojích žádný konkrétní údaj.